# Curanilahue (ort)
Curanilahue är en ort i Chile.   Den ligger i provinsen Provincia de Arauco och regionen Región del Biobío, i den södra delen av landet, 500 km sydväst om huvudstaden Santiago de Chile. Curanilahue ligger 141 meter över havet och antalet invånare är 30 611.
Terrängen runt Curanilahue är platt åt nordväst, men åt sydost är den kuperad. Det finns inga andra samhällen i närheten.
I omgivningarna runt Curanilahue växer i huvudsak städsegrön lövskog. Runt Curanilahue är det ganska glesbefolkat, med 24 invånare per kvadratkilometer.